# Viaduto vegetado

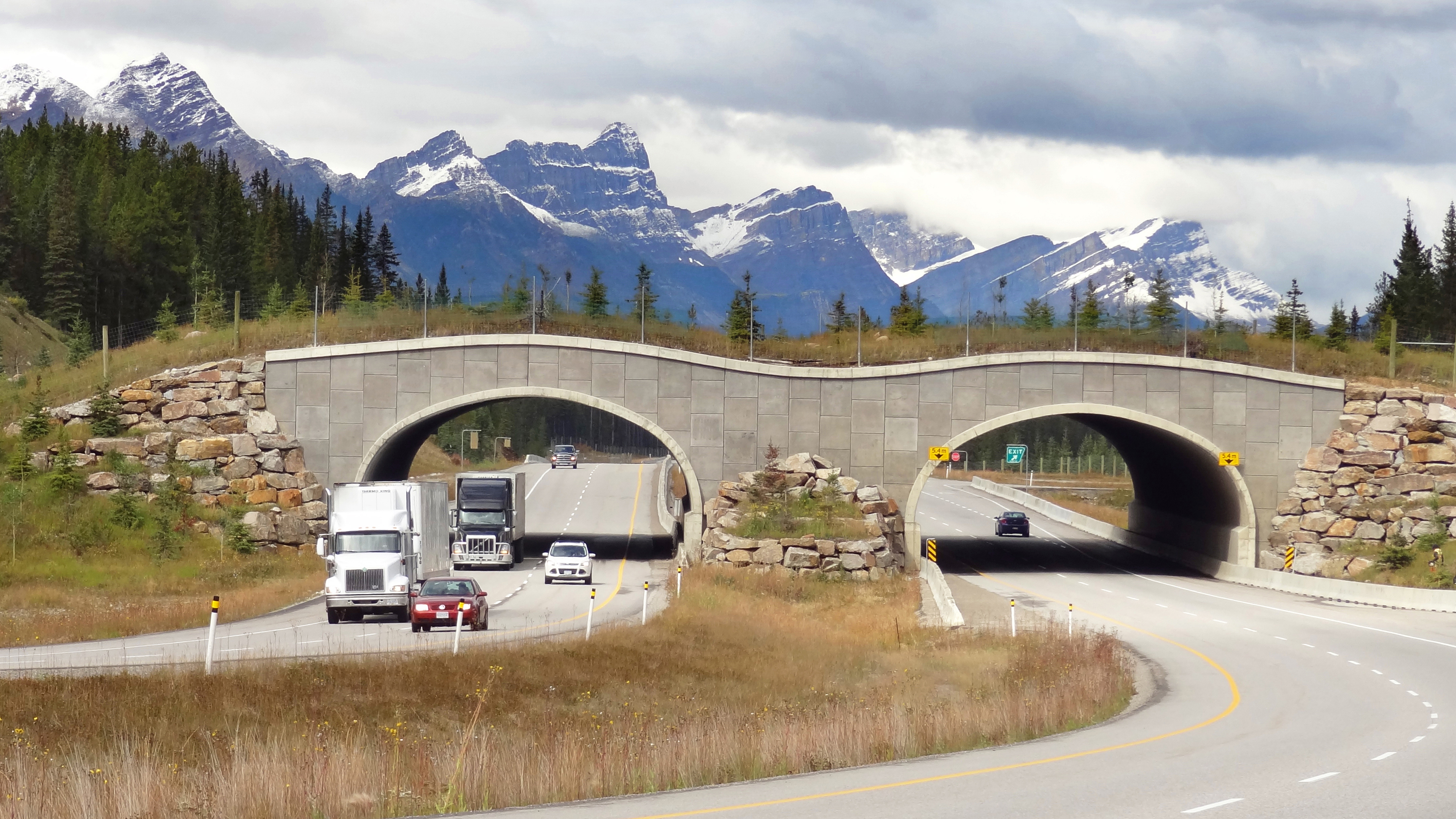
Viaduto vegetado em Alberta, Canadá.

Viaduto vegetado, por vezes chamada de Passagem Superior Vegetada ou Ponte verde é uma passagem superior se assemelha a um viaduto, mas que ao invés de servir de travessia para veículos e/ou pedestres, ela possui uma camada de terra permanente e que tem vegetação, com o intuito de gerar conectividade entre os dois lados de um fragmento cortado por uma rodovia.
O Viaduto vegetado visa, além de possibilitar que animais silvestres transitem com segurança entre os dois lados de uma rodovia sem causarem acidentes, minimizar o impacto ambiental da construção desta rodovia.
Quando se trata de passagens subterrâneas, que visam permitir a circulação de animais bravios em segurança, minorando os acidentes rodoviários, usa-se o substantivo faunoducto, neologismo cunhado em finais de 2020.

## No Brasil
Em agosto de 2020 foi inaugurado o primeiro viaduto vegetado do país. Ele fica localizado na BR-101, em Silva Jardim, no interior do estado do Rio de Janeiro.